# 1686 az irodalomban
Az 1686. év az irodalomban.

## Események
- Luigi Ferdinando Marsigli olasz hadmérnök Buda visszafoglalásakor megmenti a Mátyás-kori corvinák megmaradt részét.

## Új művek
- Ihara Szaikaku japán költő, író elbeszéléseinek kötete: Kósoku gonin onná-ban (Öt nő, aki szerette a szerelmet), valamint Kósoku icsidai onná (Egy szerelmes természetű nő élete) című munkája.

## Születések
- október 15. – Allan Ramsay skót népköltő, népdalgyűjtő († 1758)

## Halálozások
- január 31.  – Jean Mairet francia drámaíró(* 1604)